# 布恩斯伯勒 (密蘇里州布恩縣)
布恩斯伯勒（英語：Boonesborough）是位於美國密蘇里州布恩縣的鬼鎮。

## 歷史
布恩斯伯勒的郵局於1839年設立，其後於1850年停運。

## 地理
布恩斯伯勒所處的海拔為高於海平面252米（即827英呎），而該地所採用的時區為UTC-6，即北美中部時區（CST）。同時該地設有夏令時間，為UTC-6調快一小時，即UTC-5（CDT）。